# 克雷格·霍奇斯
克雷格·安东尼·霍奇斯（英語：Craig Anthony Hodges，1960年6月27日—），美国NBA联盟职业篮球运动员。他在1982年NBA选秀中第3轮第48顺位被圣地亚哥快船选中。